# Añá (La Coruña)
Añá (también llamada Santa María de Añá) es una parroquia del municipio de Frades, en la provincia de La Coruña, Galicia, España.

## Entidades de población
Entidades de población que forman parte de la parroquia:
- Añá de Meus
- A Carballeira
- A Igrexa
- Bouzamonte
- Carballiño
- Chedas
- O Lameiro
- O Pombo
- San Paio
- Sanamil
- Tarrentos

## Demografía
| Gráfica de evolución demográfica de Añá entre 2000 y 2018 |
|                                                           |
| Población de derecho según el padrón municipal del INE    |